# Şırvanovka
Şırvanovka (ryska: Ширвановка) är en ort i Azerbajdzjan.   Den ligger i distriktet Qusar Rayonu, i den nordöstra delen av landet, 190 km nordväst om huvudstaden Baku. Şırvanovka ligger 190 meter över havet och antalet invånare är 1 210.
Terrängen runt Şırvanovka är lite kuperad. Närmaste större samhälle är Yalama, 10,3 km nordost om Şırvanovka.
Trakten runt Şırvanovka består till största delen av jordbruksmark. Runt Şırvanovka är det ganska glesbefolkat, med 48 invånare per kvadratkilometer.